# Typhlodromus ryukyuensis
Typhlodromus ryukyuensis är en spindeldjursart som beskrevs av Ehara 1967. Typhlodromus ryukyuensis ingår i släktet Typhlodromus och familjen Phytoseiidae. Inga underarter finns listade i Catalogue of Life.